# The you
the you（ザユー）は、日本のインディーズオルタナティヴロックバンド。2004年に沖縄県で結成され5人のメンバーで活動をしている。自主レーベル backwater records に所属。

## 概要
作詞作曲を担当する伊禮を中心に結成。the verve、travis、nirvana、radiohead 等のオルタナティヴロックバンドに影響を受けた作品は、アンダーグラウンドシーンから注目を集めている。

## メンバー
- 伊禮勇希（イレイユウキ）ボーカル、ギター
- 浦崎直哉（ウラサキナオヤ）ドラム
- 田川俊一郎（タガワシュンイチロウ）ベース、コーラス
- zunari（ズナリ）ギター、コーラス

元メンバー
- 仲本直樹（ナカモトナオキ）ボーカル、ギター担当。2004年〜2013年在籍。
- GIAN（ジャイアン）ドラム担当。2011年〜2013年在籍。
- KOZ（コズ）ベース担当。2011年〜2015年在籍。
- 長田聖吾（ナガタショウゴ）ギター、コーラス担当。2013年〜2020年在籍。

## 来歴
2004年、伊禮が地元沖縄市の楽器屋にバンドメンバー募集の貼り紙を出し仲本と出会う。2人でデモ作りに明け暮れながら、アコースティックライブを始める。この頃から the you の名前を使用していた。
2008年、コザミュージックタウン主催のコンピレーションCD「A-sign」に楽曲2曲が収録される。
2009年、事務所 Go-sign に所属。1stミニアルバム「again」をリリース。
2010年、1stシングル「heat」が全国のタワーレコード限定でリリースされる。タワーレコード那覇店では年間シングルチャート3位を獲得。同年2ndミニアルバム「sunbird」をリリースした後、所属事務所を離れる。
2011年、ドラムのGIANとベースのKOZがメンバーに加入。新たなバンド形態として活動を始める。
2012年、自主レーベル backwater records を立ち上げ、1stフルアルバム「lincoh」をリリース。
2013年、GIANと仲本が脱退。伊禮がメインボーカルへ移行し、ギターに zunari と長田の2名とドラムの浦崎を迎え入れる。
2014年、2ndフルアルバム「Night Drop」をリリース。
2015年、楽曲「parachute」が、コンピレーションCD「Music from Okinawa」に収録される。KOZが脱退。
2016年、ベースに田川が加入。モンゴル最大のロックフェス Play Time Festival の出演を果たす。
2017年、3rdミニアルバム「Vein」をリリース。2年連続 Play Time Festival の出演を果たす。
2020年、長田が脱退。コザミュージックタウンで無観客配信ライブを行う。
2021年、10ヶ月連続配信シングルリリース。

## エピソード
- バンド名の the you は伊禮が考案したが特別な意味合いはない。アルファベット「Y」「O」「U」という左右対称の字面を気に入り「the」をつけてバンド名とした。
- 2人でのアコースティックライブを始めた当初すぐにフルバンドにするつもりだったが、意外にも2人体制で人気が出てライブのオファーが止まらず、4年間にも及ぶアコースティックの活動となった。
- シングル「heat」のPVにヒガリノ（比嘉梨乃）が出演している。
- 無料でレコーディングができるという理由でコンピレーションCD「A-sign」に参加した。
- ミニアルバム「sunbird」のレコ発ライブは、収録曲「cave」に因んで、鍾乳洞の洞窟があるガンガラーの谷（南城市）で決行された。
- 1stアルバム「lincoh」は燐光（りんこう）という意味。同アルバムに ARIA（バイオリン）と sekishino（コーラス）がゲストミュージシャンとして参加している。
- 2ndアルバム「Night Drop」のリリースに向けて、2014年は毎月場所を変え主催ライブを行った。また無料配布先行シングルを100ヶ所以上に設置した。
- zunari（現ギター）は、バンド SKANK69 でドラムを担当していた。長田（元ギター）と田川（現ベース）は、バンド JUDER 出身で、それぞれギターボーカルとドラムを担当していた。
- これまでに BRAHMAN、キセル、The Radio Dept. とライブで共演している。

## ディスコグラフィ

### アルバム・シングル
| 発売日        | タイトル   | 種別         | 品番       |
| ------------- | ---------- | ------------ | ---------- |
| 2009年3月25日 | again      | ミニアルバム | ORC-1004   |
| 2010年5月5日  | heat       | シングル     |            |
| 2010年7月14日 | sunbird    | ミニアルバム | TOTTO-9001 |
| 2012年6月30日 | lincoh     | フルアルバム | bwr-001    |
| 2014年8月27日 | Night Drop | フルアルバム | bwr-002    |
| 2017年1月28日 | Vein       | ミニアルバム | bwr-003    |